# Unione Sportiva Ravenna 1951-1952
Questa pagina raccoglie le informazioni riguardanti l 'Unione Sportiva Ravenna nelle competizioni ufficiali della stagione 1951-1952.

## Rosa
| N. |                   | Ruolo | Calciatore           |
| -- | ----------------- | ----- | -------------------- |
|    | Italia (bandiera) | P     | Oscar Babini         |
|    | Italia (bandiera) | C     | R. Ballanti          |
|    | Italia (bandiera) | D     | M. Barboni           |
|    | Italia (bandiera) | A     | O. Bordoni           |
|    | Italia (bandiera) | D     | Alfredo Calderoni    |
|    | Italia (bandiera) | P     | A. Casadio           |
|    | Italia (bandiera) | C     | Franco Cicognani     |
|    | Italia (bandiera) | C     | Gian Giacomo Faverio |
|    | Italia (bandiera) | C     | Giorgio Giorgioni    |

| N. |                   | Ruolo | Calciatore        |
| -- | ----------------- | ----- | ----------------- |
|    | Italia (bandiera) | D     | Alvaro Godoli     |
|    | Italia (bandiera) | C     | Virginio Guidazzi |
|    | Italia (bandiera) | A     | F. Miniati        |
|    | Italia (bandiera) | D     | Secondo Ricci     |
|    | Italia (bandiera) | C     | Alessandro Sassi  |
|    | Italia (bandiera) | A     | Fernando Testoni  |
|    | Italia (bandiera) | A     | B. Villa          |
|    | Italia (bandiera) | A     | Memo Visani       |